# Заблудів
Заблу́дів (пол. Zabłudów; біл. Заблудаў) — місто в північно-східній Польщі, у гміні Заблудів Білостоцького повіту Підляського воєводства. Центр гміни.

## Географія
Розташоване на білорусько-українсько-польському прикордонні, за 20 км від Білостока, повітового центру. Площа 14,3 км².

## Історія
Засноване у XV столітті представниками магнатського роду Ходкевичів, які переселилися з Київщини. У 1553 році отримало магдебурзьке право.
У 1567—1568 роках у Заблудові на кошти гетьмана Великого князівства Литовського Григорія Ходкевича організована друкарня, де Іван Федоров і Петро Мстиславець, які після запровадження опричнини залишили Московське царство, у 1568—1569 роках видрукували «Заблудівське євангеліє» (перше друковане учительне євангеліє), а у 1570 році — псалтир із часословом. З XVI століття у місті почали поселятися євреї, які наприкінці XIX століття становили близько 60 % населення. У 1795—1807 роках входило до складу Пруссії, з 1807 року — до складу Російської імперії.
Станом на 1885 рік у містечку Заблудівської волості Білостоцького повіту Гродненської губернії мешкало 2698 осіб, існували православна церква, костел, синагога, 4 молитовних будинки, богодільня, фланельна фабрика, 2 шкіряних, винокурний, 4 маслобійних і 6 фарбових заводів, вітряний і 4 ручних млини, 44 лавки, 3 постоялих двори, 7 постоялих будинків, відбувалось 4 ярмарки на рік.
Зазнало значних втрат під час Другої світової війни. У 1975—1998 роках входило до складу Білостоцького воєводства.
У Заблудові та його околицях селилося українське населення, яке, проте, асимілювалось з численнішими білорусами, хоча ще у XX столітті деякі польські, російські і українські мовознавці відносили місцеві говірки до українського мовного масиву.

## Демографія
Демографічна структура станом на 31 березня 2011 року:
|          | Загалом | Допрацездатний вік | Працездатний вік | Постпрацездатний вік |
| -------- | ------- | ------------------ | ---------------- | -------------------- |
| Чоловіки | 1211    | 253                | 855              | 103                  |
| Жінки    | 1275    | 235                | 799              | 241                  |
| Разом    | 2486    | 488                | 1654             | 344                  |

Станом на 1885 рік у містечку мешкало 2698 осіб.За переписом 1897 року кількість мешканців зросла до 3772 осіб (1784 чоловічої статі та 1988 — жіночої), з яких , 2621 — юдейської, 974 — римо-католицької.

## Культура
Серед архітектурних пам'яток — православна церква Успіння Пресвятої Богородиці (1847–55).

## Відомі люди
- Григорій Ходкевич — власник міста
- Іван Федоров — друкар.
- Гринь Іванович (? — ?) — український гравер та друкар кінця 16 століття.

## Галерея

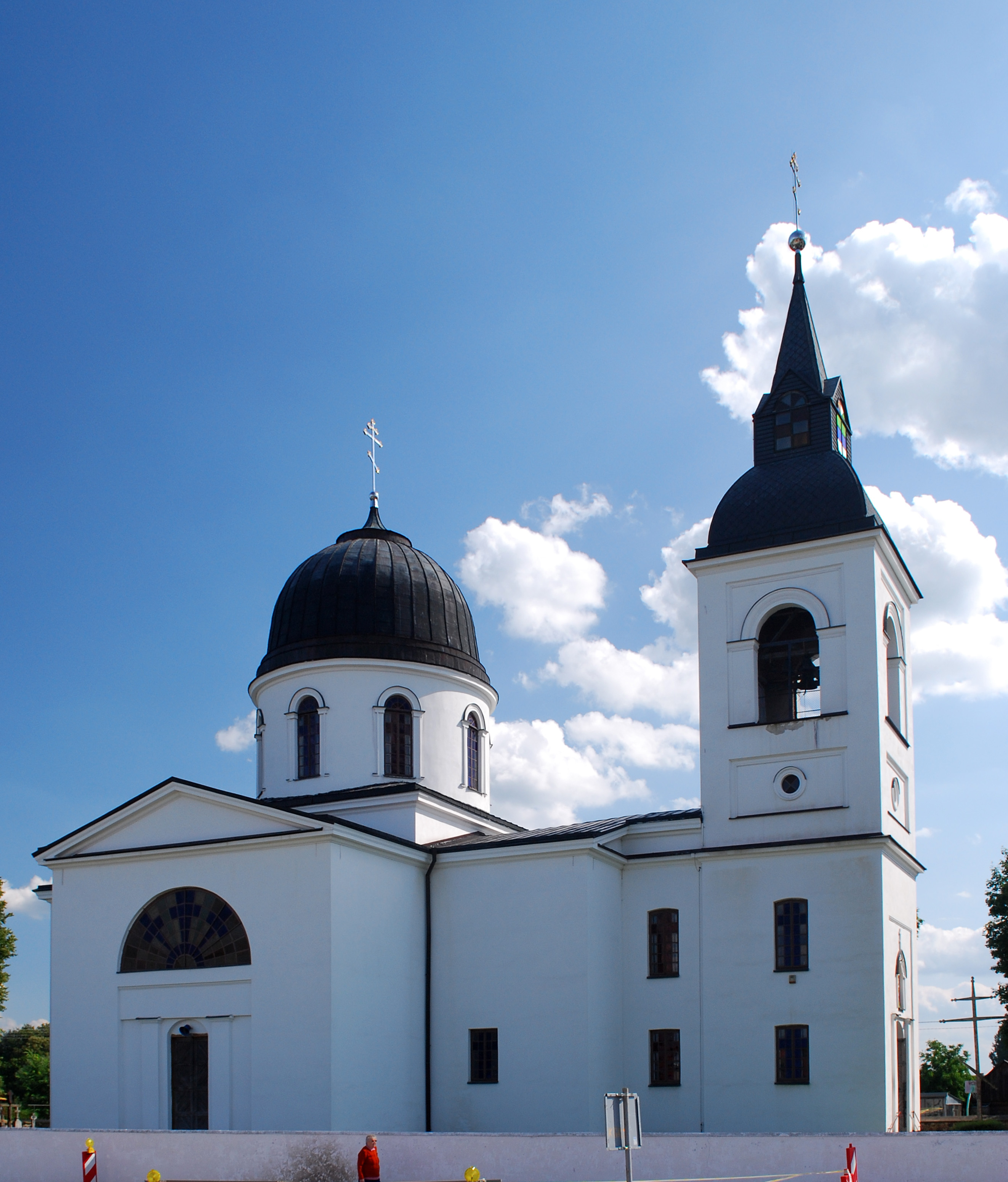
Православна церква Успіння Пресвятої Богородиці
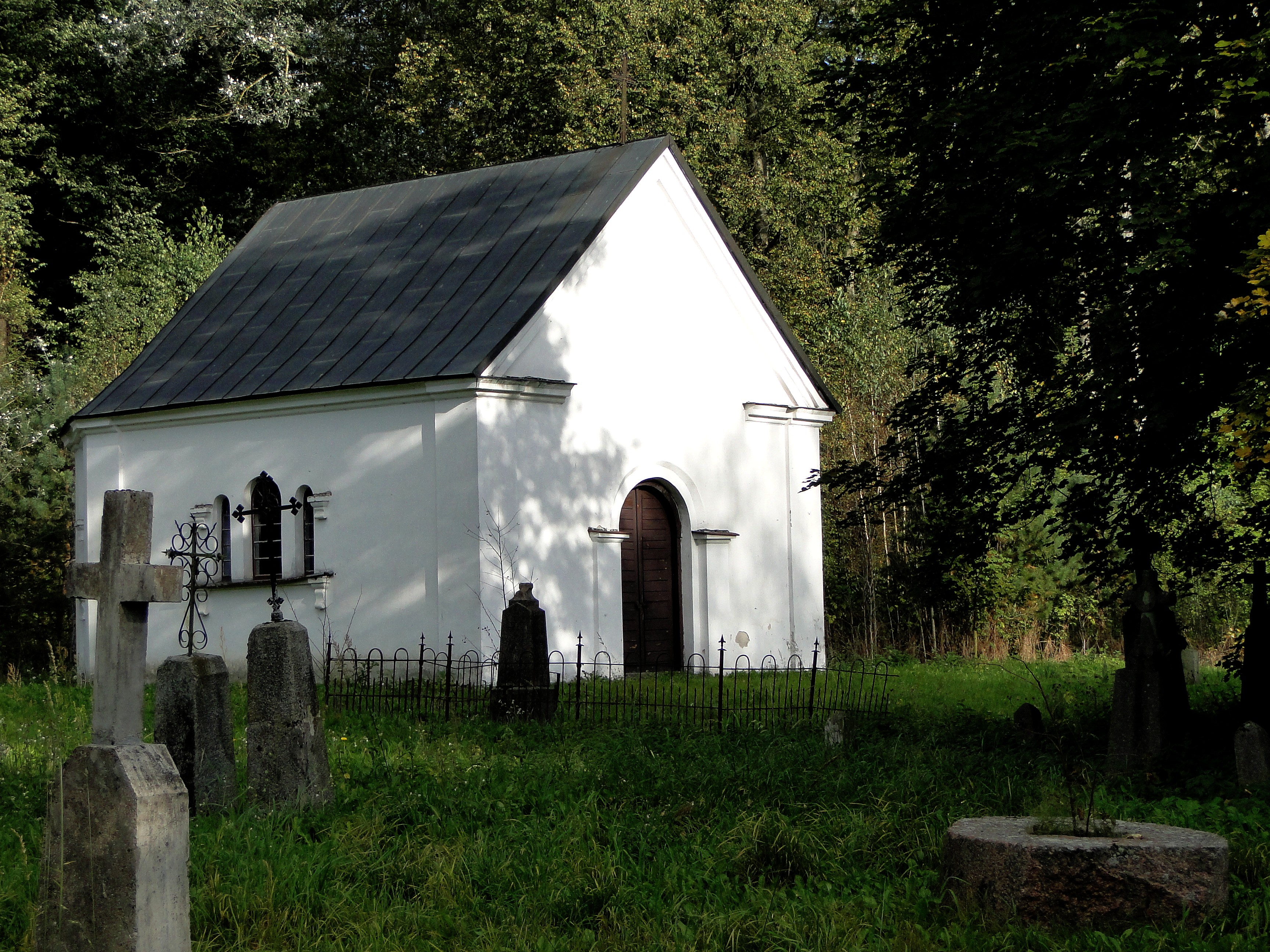
Каплиця Марії Магдалини
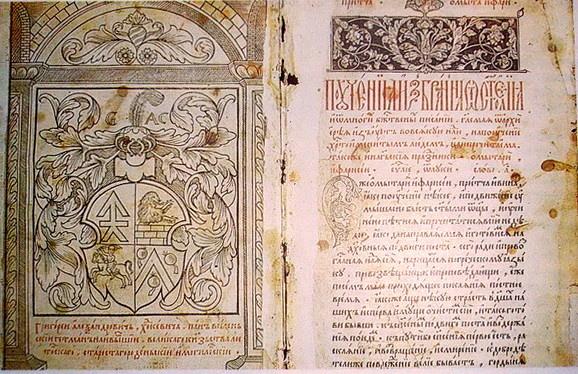
Заблудське євангеліє
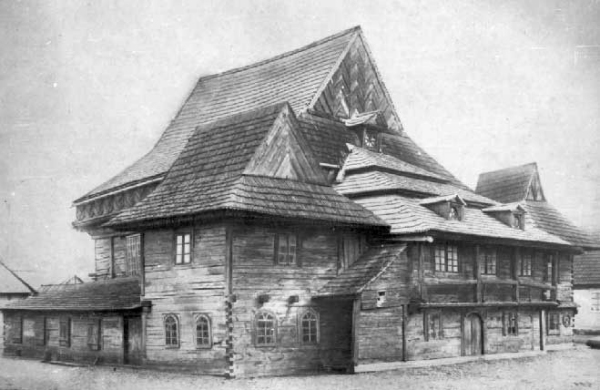
Дерев'яна синагога (XVII століття), зруйнована під час Другої світової війни
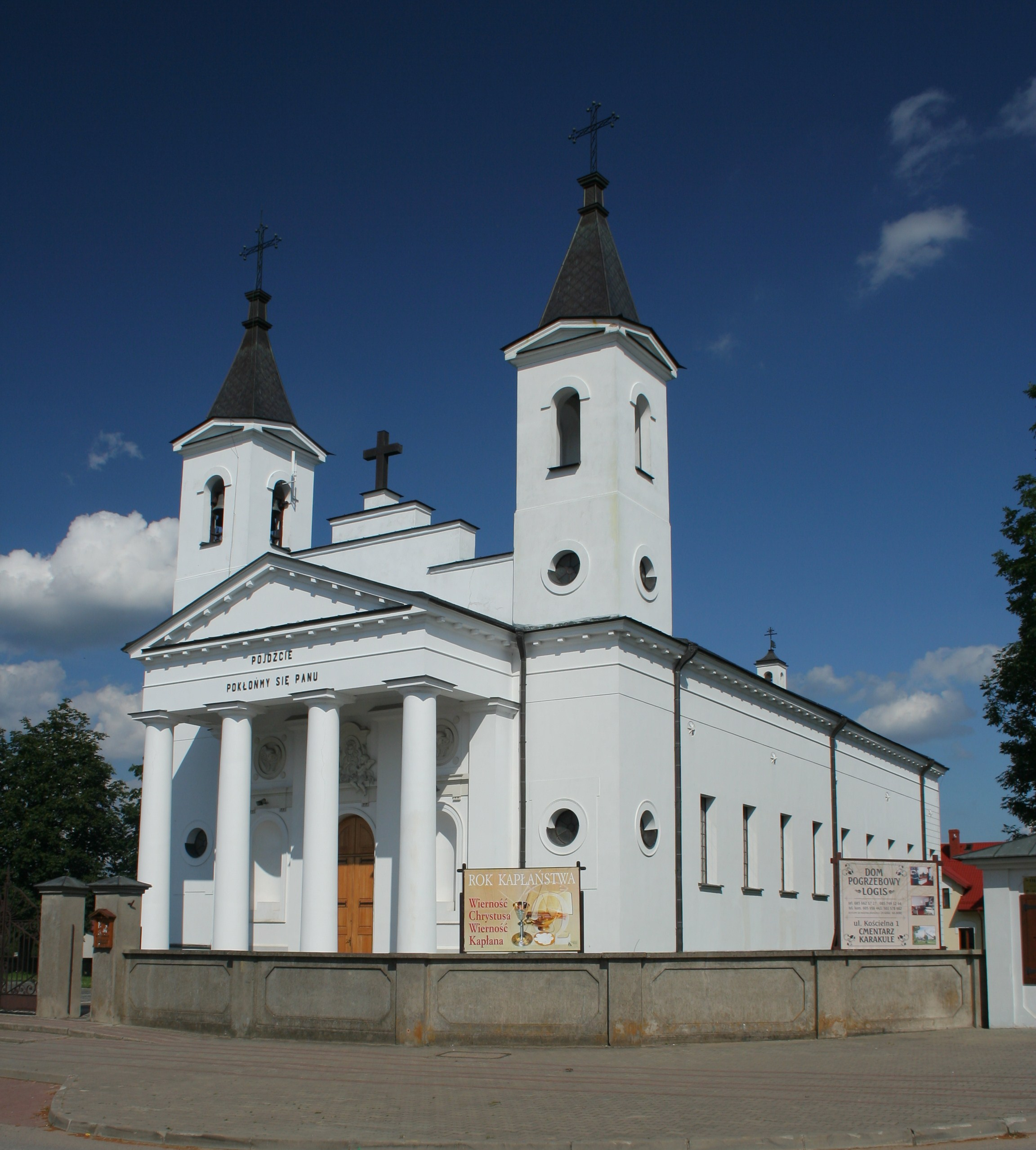
Костел святих Петра і Павла
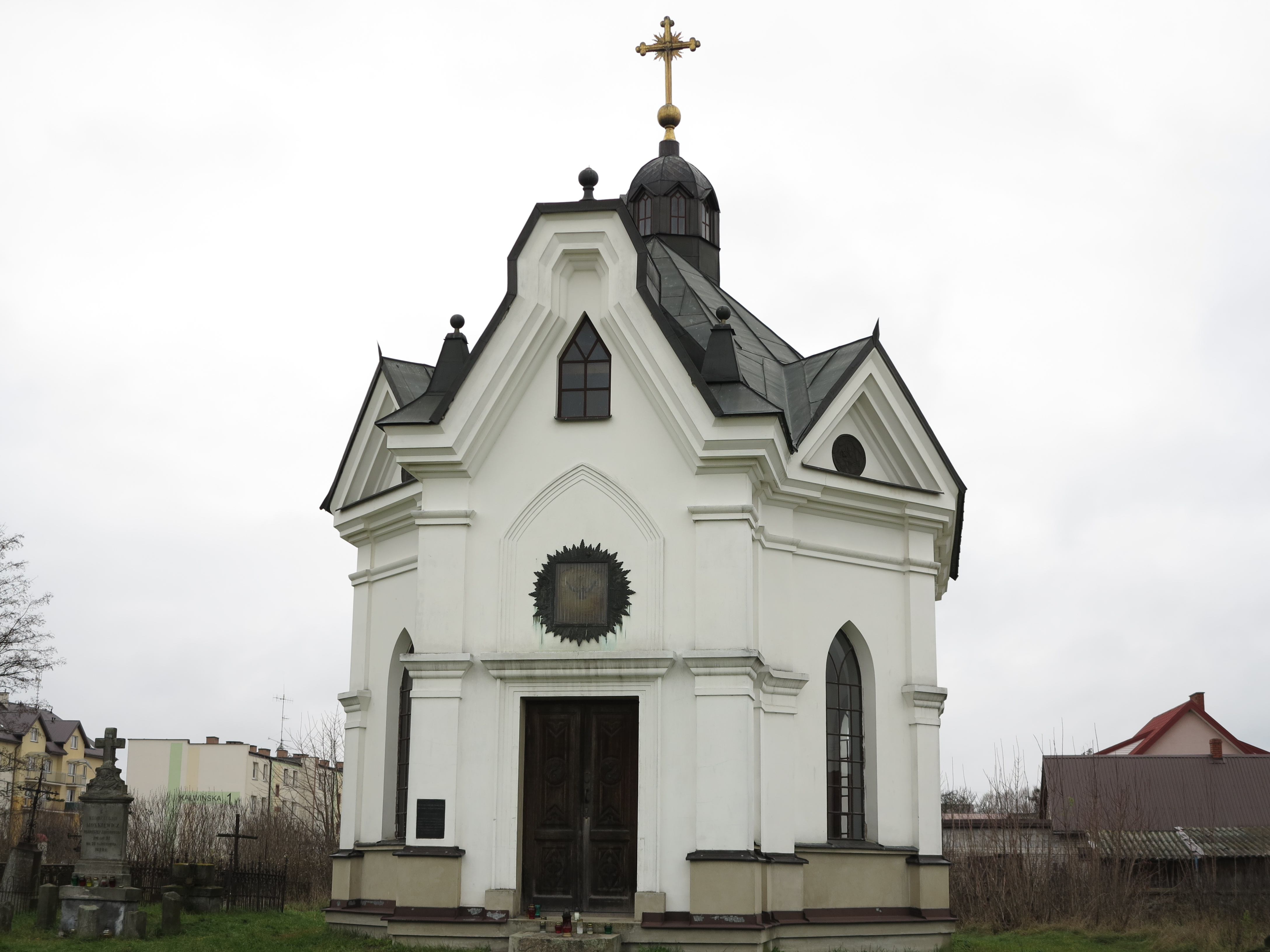
Каплиця Святого Роха